# Theonoe stridula
Theonoe stridula is een spinnensoort in de taxonomische indeling van de kogelspinnen (Theridiidae).
Het dier behoort tot het geslacht Theonoe. De wetenschappelijke naam van de soort werd voor het eerst geldig gepubliceerd in 1906 door Crosby.